# تكامل معتل

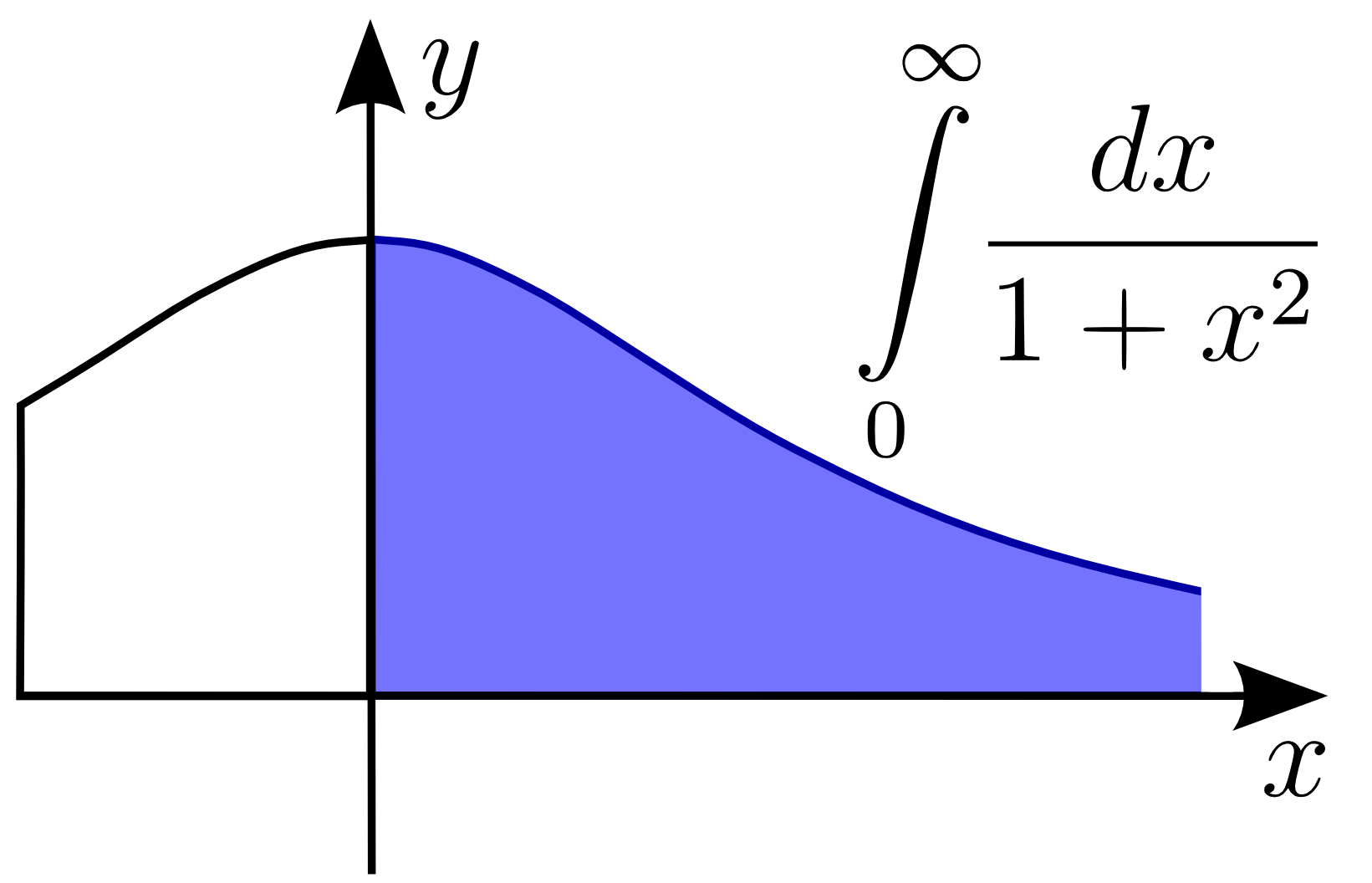
النوع الأول من التكامل المعتل، حالة الفترة غير المحدودة.

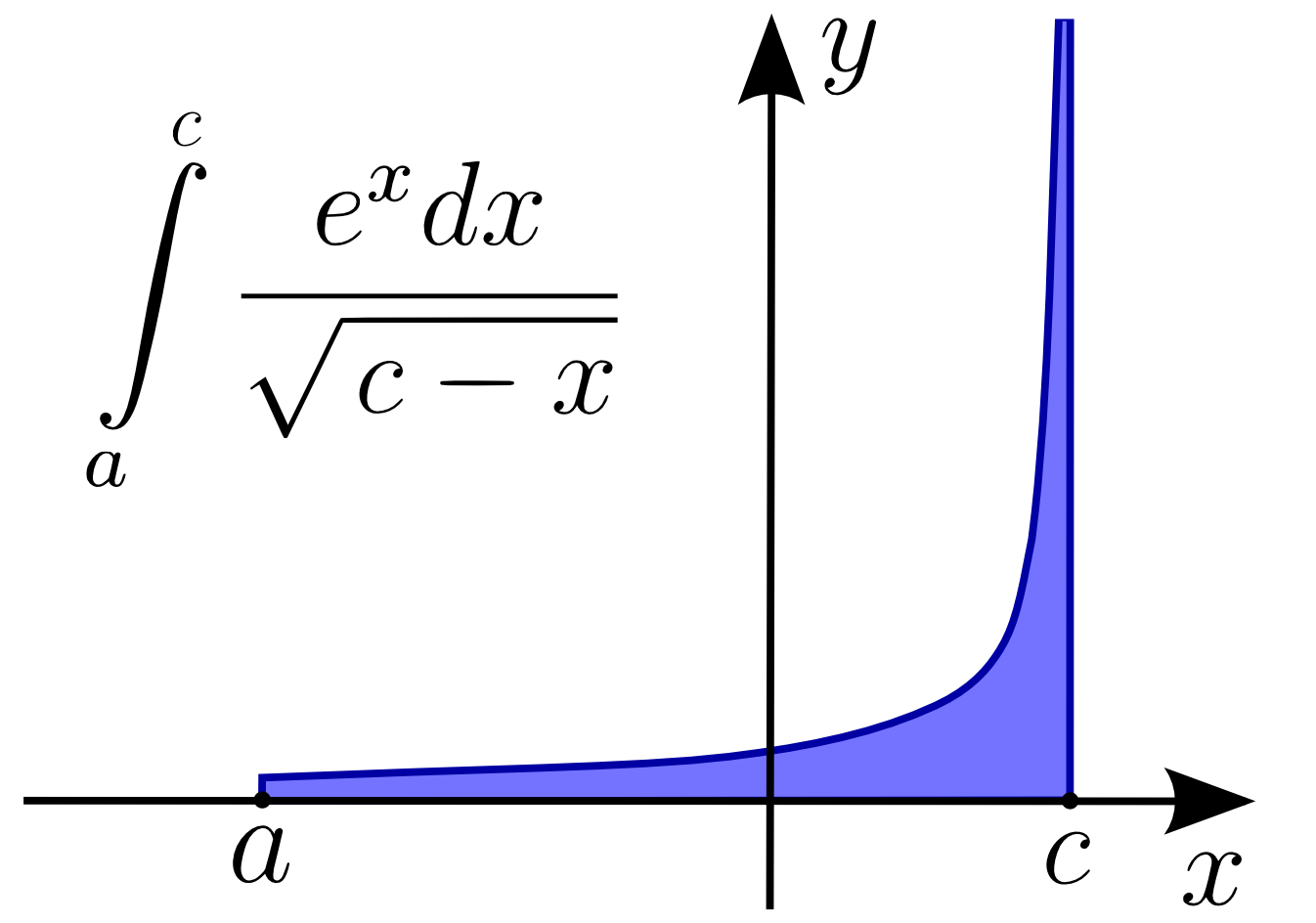
النوع الثاني من التكامل المعتل، حالة الدالة غير المحدودة.

التكامل المعتل أو التكامل الموسع، الصيغة الأساسية بأن يكون على أحد الشكلين التاليين:
{\displaystyle \lim _{b\to \infty }\int _{a}^{b}f(x)\,\mathrm {d} x,\qquad \lim _{a\to -\infty }\int _{a}^{b}f(x)\,\mathrm {d} x,}
أو
{\displaystyle \lim _{c\to b^{-}}\int _{a}^{c}f(x)\,\mathrm {d} x,\quad \lim _{c\to a^{+}}\int _{c}^{b}f(x)\,\mathrm {d} x,}.

## التكاملالمعتل حالة الفترة غير المحدودة
إذا كان لدينا تكامل الدالة {\displaystyle 1/{x^{2}}} على الفترة [1, ∞) وهي فتره غير محدوده، فهذا يكون تكامل معتل، ونستخدم الطريقة التالية لحله
{\displaystyle \int _{1}^{\infty }{\frac {1}{x^{2}}}\,\mathrm {d} x=\lim _{b\to \infty }\int _{1}^{b}{\frac {1}{x^{2}}}\,\mathrm {d} x=\lim _{b\to \infty }\left(-{\frac {1}{b}}+{\frac {1}{1}}\right)=1.}
نستخدم Lim أو نهاية b إلى مالا نهايه، ونحول فترة التكامل من 1 إلى b ونكامل بالطريقة العادية
وفي حال كانت الإجابة رقم ثابت فهو تكامل تقاربي، أما إن كانت الإجابة موجب أو سالب مالا نهايه فالتكامل تباعدي.

## حالة فترة غير المحدودة (-∞,∞)
لدينا تكامل معتل على الفترة (-∞,∞)
{\displaystyle \int _{-\infty }^{\infty }f(x)\,\mathrm {d} x}
نقوم بتجزيئة إلى فترتين (-∞,0) و (0,∞) لينتج لدينا تكاملين منفصلين لنفس الدالة
{\displaystyle \int _{-\infty }^{\infty }f(x)\,\mathrm {d} x=\int _{-\infty }^{0}f(x)\,\mathrm {d} x+\int _{0}^{\infty }f(x)\,\mathrm {d} x}
ثم نستخدم طريقة حل التكامل المعتل لكل فترة على حده
{\displaystyle \lim _{a\to -\infty }\int _{a}^{0}f(x)\,\mathrm {d} x+\lim _{b\to \infty }\int _{0}^{b}f(x)\,\mathrm {d} x} =

## التكامل المعتل حالة الدالة غير المحدودة
باعتبار c هو عدد ثابت تكون الدالة غير معرفه عنده
{\displaystyle \int _{a}^{c}f(x)\,\mathrm {d} x\,}
يكون حل التكامل على الشكل
{\displaystyle \lim _{b\to c^{-}}\int _{a}^{b}f(x)\,\mathrm {d} x\,}
مثال
لدينا 0 هنا هو c في الشرح السابق حيث تكون الدالة غير معرفه عنده 0
{\displaystyle \int _{0}^{1}{\frac {1}{\sqrt {x}}}\,\mathrm {d} x=\lim _{a\to 0^{+}}\int _{a}^{1}{\frac {1}{\sqrt {x}}}\,\mathrm {d} x=\lim _{a\to 0^{+}}(2{\sqrt {1}}-2{\sqrt {a}})=2.}
ونلاحظ علامة + فوق الصفر، لأن التكامل غير معرف عند أو تحت الصفر ولكنه معرف عند أي رقم آخر أكبر من 0